# Симеонівський літопис
Симео́нівський літо́пис — літопис кінця XV століття, що зберігся в єдиному повному списку XVI століття. Відкритий О. О. Шахматовим і названий ним так на ім'я одного з власників рукопису — книжкового редактора XVII ст. Никофора Симеонова. Охоплює період з 6685 (1177) по 7002 (1493) рік.
За почерком встановлено ім'я писаря — дяка Іосифо-Волоколамського монастиря Дмитра Лапшина, що дозволило локалізувати список і уточнити час його створення. Крім того, знайдені фрагменти літопису в більш ранніх списках.
Літопис складається з двох частин. Перша частина до 1391 р. близька до Троїцького літопису, який згорів у 1812 р. Друга частина близька до Московських великокняжих літописних зведень 1479 року.
Перелік князів і владик на початку Симеонівського літопису доведений до кінця XV століття. Імена великих князів, що займали престол, послідовно написано тут кіновар'ю, останнім з них названий онук Івана III «Дмітрей від Олени Волошанки». Проте список рязанських єпископів продовжений в цьому переліку до початку XVI століття.
Особливий інтерес автора літопису до Рязані виявляється у включенні декількох спеціально рязанських вістей і виділенні їх кіноварними заголовками.
У літописі збереглося декілька розповідей про Невське і Льодове побоїща. Ці розповіді були запозичені з житія (біографії) Олександра I Невського, написаної вже в XIII ст. одним з його наближених.